# Karibvaktelduva
Karibvaktelduva (Geotrygon chrysia) är en fågel i familjen duvor inom ordningen duvfåglar. Den förekommer i Västindien, men påträffas även tillfälligt i Florida. Beståndet anses vara livskraftigt.

## Utseende och läte
Karibvaktelduvan är en 27–31 cm lång och rätt knubbig duva. Den urskiljs genom mörkt rostfärgad ovansida med purpurröd glans på mantel, rygg, övergump och inre vingtäckare, medan hjässan och nacken är ametist- eller grönbronsglänsande. På huvudet syns ett tydligt vit horisontellt streck i ansiktet. Lätena liknar ljuspannad duva.

## Utbredning och systematik
Fågeln förekommer på Bahamas, Kuba, Isla de la Juventud, Hispaniola och sydvästra Puerto Rico. Tidigare häckade den även i södra Florida i USA och ses fortfarande där som tillfällig besökare. Den behandlas som monotypisk, det vill säga att den inte delas in i några underarter.

## Levnadssätt
Karibvaktelduvan födosöker på marken efter frön, bär och frukt, bland annat från sumakväxten Metopium toxiferum. Den kan även ta sniglar. I ett slarvigt byggt på som placeras i en buske eller på marken lägger den två beigefärgade ägg.

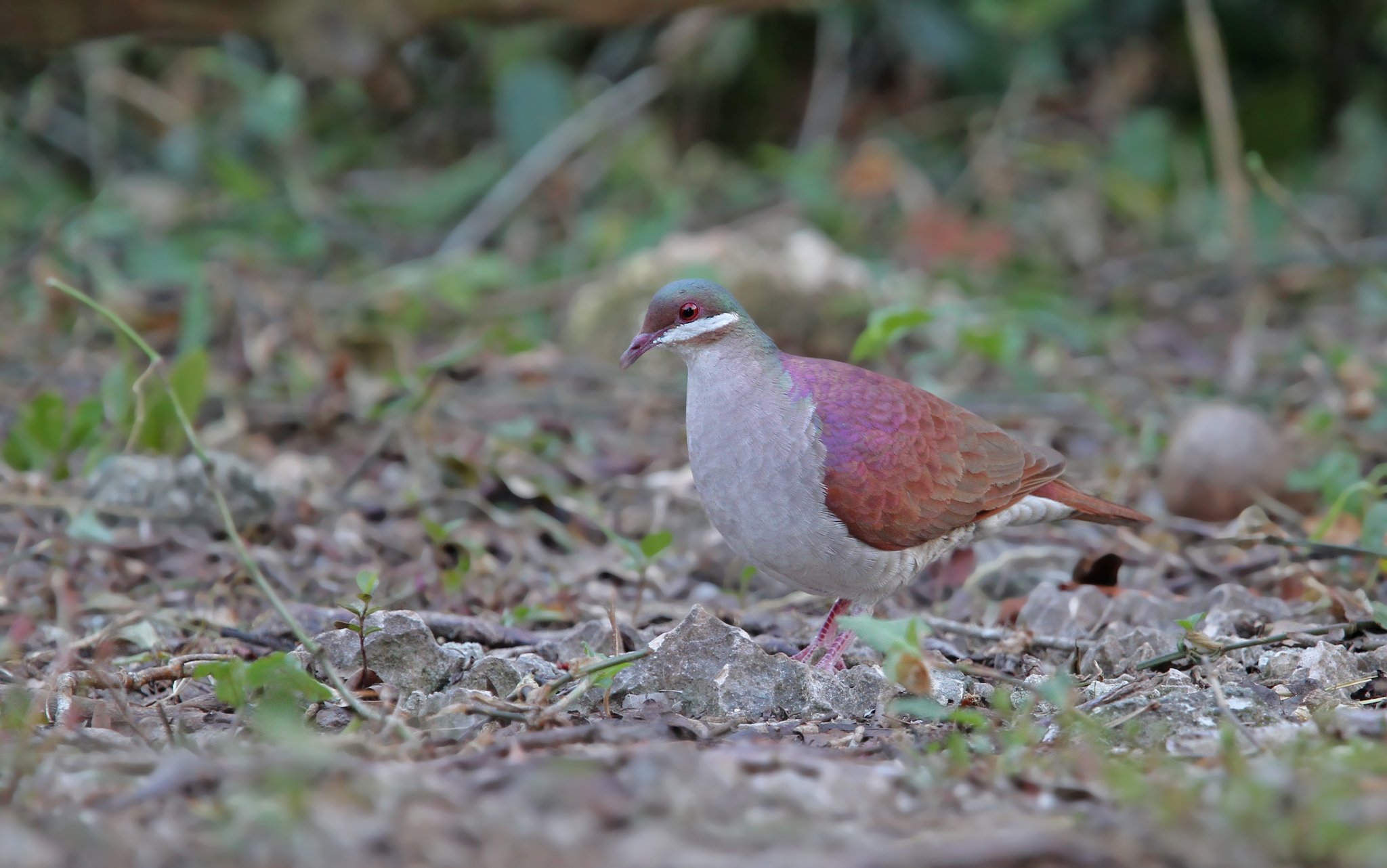

## Status och hot
Arten har ett stort utbredningsområde, men tros minska i antal, dock inte tillräckligt kraftigt för att den ska betraktas som hotad. Internationella naturvårdsunionen IUCN listar arten som livskraftig (LC).